# La escuela de la carne (novela)
La escuela de la carne (japonés: 肉体の学校; Nikutai no gakkou) es una novela del escritor japonés Yukio Mishima editada en 1963. Es considerada una obra donde se critica y opone el tradicional mundo refinado de sutiles códigos sociales nipón frente a la vida cotidiana que incluye a los bajos fondos.

## Sinopsis
La trama está ambientada en el Tokio de los años sesenta, donde cohabita una sociedad moderna con las viejas tradiciones y la mujer goza de más libertad, pero en el ambiente siguen flotando viejos prejuicios. Taeko Asano es una mujer independiente, divorciada, que posee un buen nivel de vida gracias a su trabajo como propietaria de una boutique de moda. Cansada de encontrarse a jóvenes inmaduros o a nuevos ricos banales junto a sus amigas, las tres "bellezas de Toshima", busca encontrar nuevas diversiones tras sus respectivos fracasos sentimentales. En una de sus salidas acabarán recalando en un bar gay de escandalosa reputación donde Taeko conocerá a Senkitchi, un barman bisexual, a quien la mujer poco a poco irá seduciendo. Joven y atractivo, de mirada angelical, Senkitchi parece ser un buen partido para el entretenimiento de Taeko pero el joven también tiene sus propias ambiciones. Y pese a la claridad y espíritu práctico con que Taeko afronta su escarceo sentimental con Senkitchi el devenir de los hechos la arrastrará más allá de lo que espera.

## Análisis
La influencia del teatro kabuki en la construcción de la novela ha sido reseñada por algunos críticos, como José Pazó Espinosa para El Imparcial, incidiendo en temas como "el amor como fuente de alegría y dolor o la belleza como pantalla en la que en un lado se proyecta el placer y en otro el horror". También se ha reseñado su parecido, identificándola como una "versión más comercial", de El color prohibido novela publicada por Mishima en 1951. Aunque es considerada una obra menor dentro de la producción del escritor japonés se ha destacado la inclusión de algunos aspectos característicos de su narrativa como "la sensación de vacío que envuelve la existencia", el "poder del cuerpo" o el enredo entre lo verdadero y lo falso en la vida humana.